# Skënder Hodja
Skënder Hodja (* 30. Mai 1960) ist ein ehemaliger albanischer Fußballspieler.

## Karriere

### Verein
Hodja verbrachte seine gesamte Spielerkarriere bei 17 Nëntori Tirana, wo er von 1984 bis 1991 spielte. Während dieser Zeit gewann er mit dem Verein drei albanische Meisterschaften. 

### Nationalmannschaft
Sein Debüt für die albanische Nationalmannschaft gab er im Oktober 1984 in einem Qualifikationsspiel zur FIFA-Weltmeisterschaft gegen Belgien. Insgesamt absolvierte er zwischen 1984 und 1990 21 Länderspiele für Albanien, in denen er kein Tor erzielte. Sein letztes Länderspiel bestritt er im November 1990 in der Qualifikation zur Europameisterschaft gegen Frankreich.